# Аркадія (Огайо)
Аркадія (англ. Arcadia) — селище (англ. village) в США, в окрузі Генкок штату Огайо. Населення — 564 особи (2020).

## Географія
Аркадія розташована за координатами 41°6′28″ пн. ш. 83°30′53″ зх. д. / 41.10778° пн. ш. 83.51472° зх. д. (41.107909, -83.514617).  За даними Бюро перепису населення США в 2010 році селище мало площу 1,49 км², уся площа — суходіл.

## Демографія
Згідно з переписом 2010 року, у селищі мешкало 590 осіб у 217 домогосподарствах у складі 156 родин. Густота населення становила 395 осіб/км².  Було 239 помешкань (160/км²).
Расовий склад населення:
| - 96,1 % — білих - 1,4 % — чорних або афроамериканців - 0,2 % — корінних американців - 0,2 % — азіатів |

До двох чи більше рас належало 1,5 %. Частка іспаномовних становила 3,1 % від усіх жителів.
За віковим діапазоном населення розподілялося таким чином: 29,5 % — особи молодші 18 років, 59,1 % — особи у віці 18—64 років, 11,4 % — особи у віці 65 років та старші. Медіана віку мешканця становила 35,0 року. На 100 осіб жіночої статі у селищі припадало 100,0 чоловіків;  на 100 жінок у віці від 18 років та старших — 94,4 чоловіків також старших 18 років.
Середній дохід на одне домашнє господарство  становив 59 228 доларів США (медіана — 52 361), а середній дохід на одну сім'ю — 66 989 доларів (медіана — 63 125). Медіана доходів становила 49 167 доларів для чоловіків та 36 250 доларів для жінок. За межею бідності перебувало 7,6 % осіб, у тому числі 12,9 % дітей у віці до 18 років та 0,0 % осіб у віці 65 років та старших.
Цивільне працевлаштоване населення становило 326 осіб. Основні галузі зайнятості: виробництво — 35,3 %, освіта, охорона здоров'я та соціальна допомога — 14,1 %, мистецтво, розваги та відпочинок — 13,2 %.